# Bob Marley: One Love
Bob Marley: One Love es una película dramática biográfica estadounidense/jamaiquina sobre la vida del cantante y compositor Bob Marley. Dirigida por Reinaldo Marcus Green y escrita por Zach Baylin, Frank E. Flowers y Terence Winter, la película está protagonizada por Kingsley Ben-Adir como Bob Marley, junto a Lashana Lynch como Rita Marley. Fue estrenada por Paramount Pictures el 14 de febrero de 2024.

## Sinopsis
Una celebración de la vida y la música de un icono que inspiró a generaciones a través de su mensaje de "amor y unidad". Por primera vez en la gran pantalla, descubrimos la historia de superación de la adversidad de Bob y la travesía que subyace a su música revolucionaria.

## Argumento
La película comienza con un joven Robert Nesta Marley uniéndose a su madre mientras toman un autobús de una casa a otra. A esto le sigue un texto que explica cómo Bob Marley todavía es conocido hoy como la estrella más grande de Jamaica. Creció desde orígenes humildes en una época de violencia en Jamaica durante los años 70, después de que la nación se independizara de Gran Bretaña.
Bob, ya avanzado en su carrera, acude a una conferencia de prensa después de anunciar que planea realizar un concierto por la paz, “Smile Jamaica”, para unir a la nación frente al discurso político. Algunos críticos temen que Bob haga parecer que está tomando partido.
En 1976 en Kingston, Bob está jugando fútbol con sus amigos e hijos cuando unos matones empiezan a disparar en las calles. Bob protege a sus hijos y se los lleva, diciéndoles que no se preocupen por lo que pasó (aquí es también donde empieza a pensar en “Three Little Birds”). Regresan a su casa, donde Bob habla con su esposa Rita, mientras la constante amenaza de violencia en torno a su familia la pone nerviosa.
Más tarde, Bob va a ensayar “I Shot The Sheriff” con su grupo, The Wailers. Rita sale momentáneamente y ve a dos hombres armados corriendo hacia la casa, mientras un tercero apunta con su arma a su cabeza. Los dos hombres entran a la casa y disparan contra Bob y su amigo Don Taylor, mientras que Rita también recibe un disparo. A pesar de su lesión, Bob se pone de pie y lleva a Don y Rita al hospital. Bob se sienta junto a la cama de Rita mientras ella yace inconsciente. Recuerda cuando eran adolescentes  y Bob comenzó a cortejar a Rita.
Tras su recuperación, Bob todavía planea seguir adelante con el concierto. Todos sus allegados lo ven como una mala idea para su seguridad y la de su familia, pero él insiste en hacerlo. La noche del espectáculo, Bob va y actúa, pero alucina brevemente al ver al pistolero que le disparó entre la multitud. Luego detiene el espectáculo y revela sus heridas a la multitud antes de salir del escenario. Rita intenta consolarlo y Bob dice que necesita tiempo para sí mismo.
Tres meses después, Bob viaja a Londres con algunos de sus amigos. Mientras están allí, son arrestados por posesión de cannabis. En la cárcel, Bob recuerda cómo Rita lo llevó por primera vez al movimiento rastafari. También piensa en presenciar cómo su padre los abandonó a él y a su madre cuando era un niño, y se negó a reconocer a Bob como su hijo.
Más tarde, Bob habla con su productor Chris Blackwell sobre ideas para un nuevo álbum. Rita se une a él en Londres mientras Bob y los Wailers intentan encontrar un nuevo sonido. Bob escucha la banda sonora de la película “Exodus” y empieza a pensar en su propia canción del mismo nombre. Con la ayuda del publicista Howard Bloomel grupo hace su próximo álbum,  "Exodus", que se convierte en un éxito de ventas mundial.
Tras el éxito del álbum, Bob realiza una gira por Europa en 1977. Aunque ve mucho más éxito y popularidad, se ve a Bob teniendo una aventura con una mujer, Cindy Breakspeare. Durante un partido de fútbol, se ve a Bob tropezando después de una lesión, pero lo ignora.
Chris invita a Bob y compañía a un evento. Mientras está allí, Bob se pone celoso al ver a Rita hablando con otro hombre. Cuando él sale para confrontarla, ella a su vez le responde con el conocimiento de sus múltiples aventuras y de los hijos que ha tenido como resultado. Rita abofetea a Bob y también le dice que esté atento a Don, ya que está haciendo algunos negocios turbios a espaldas de Bob.
Después de otro espectáculo, Bob confronta a Don detrás del escenario por lo que le dijo Rita. Comienza a atacar físicamente a Don antes de que sus compañeros de banda y Rita le quiten a Bob de encima.
Poco después, Bob visita a un médico después de que Rita y Chris expresaran su preocupación por una mancha oscura en el dedo del pie de Bob donde se lastimó durante el juego. El médico le informa a Bob que tiene melanoma y, aunque le recomendaron que le extirparan el dedo del pie para evitar que el cáncer se propague, Bob se niega y queda desesperado por la noticia. Habla con Rita, quien le da su pequeño discurso y lo inspira a regresar a su hogar en Jamaica.
En 1978, Bob regresa a Jamaica, con una gran multitud reuniéndose para él cuando el avión aterriza. Bob visita su antigua casa, que ahora está vacía. El mismo pistolero que le disparó entra a la casa y le pide perdón a Bob. Bob dice que no guarda venganza en su corazón. Más tarde, Bob se sienta con Rita y sus hijos alrededor de una fogata mientras se le ocurre “Redemption Song”. Rita dice que Bob está listo para actuar nuevamente.
Más tarde, Bob y los Wailers se preparan mientras se reúnen ante una gran multitud en Jamaica para un nuevo espectáculo. Luego se levanta para interpretar “One Love”.
El texto final dice que Bob Marley falleció el 11 de mayo de 1981 a causa de su cáncer. Sin embargo, se muestran imágenes de su One Love Concert donde reunió a líderes de partidos políticos opuestos como símbolo de unidad. También se afirma que la revista Time calificó a "Exodus" como uno de los mejores álbumes de todos los tiempos.

## Reparto
- Kingsley Ben-Adir como Bob Marley
  - Quan-Dajai Henriques	como Bob Marley adolescente
  - Nolan Collignon como Bob Marley niño
- Lashana Lynch como Rita Marley
  - Nia Ashi como Rita adolescente
- James Norton como Chris Blackwell
- Tosin Cole como Tyrone Downie
- Umi Myers como Cindy Breakspeare
- Anthony Welsh como Don Taylor
- Aston Barrett Jr. como Aston Barrett
- Sevana como Judy Mowatt
- Naomi Cowan como Marcia Griffiths
- Hector Roots Lewis como Carly Barrett
- J-Summa como Antonio "Gillie" Gilbert
- Davo como Junior Marvin
- Michael Gandolfini como Howard Bloom
- Alexx A-Game	como Peter Tosh
- Naki Wailer como Bunny Wailer
- Nadine Marshall como Cedella Malcolm
- Jesse Cilio como Norval Sinclair Marley

## Producción
En marzo de 2021, se anunció que Paramount Pictures estaba desarrollando una película dramática biográfica basada en la vida del cantante y compositor Bob Marley. Reinaldo Marcus Green había sido contratado para dirigir, y con Zach Baylin, Frank E. Flowers y Terence Winter escribiendo el guion.
En febrero de 2022, Kingsley Ben-Adir fue elegido como el personaje principal, después de una extensa búsqueda de un año por parte del estudio en todo el mundo. En agosto, Lashana Lynch se había unido al elenco interpretando a la esposa de Bob, Rita Marley. En febrero de 2023, Michael Gandolfini, Nadine Marshall, James Norton y Anthony Welsh se unieron al elenco en papeles no revelados.
La película recibió un título, Bob Marley: One Love, en abril de 2023.

### Rodaje
La fotografía principal comenzó en diciembre de 2022, en Londres. y Jamaica y finalizado en abril de 2023. El título de la película, Bob Marley: One Love, fue anunciado por el productor Ziggy Marley en CinemaCon ese mismo mes.

## Música
En octubre de 2023, se informó que Kris Bowers había compuesto la banda sonora de la película, después de trabajar con Green en Monsters and Men (2018) y King Richard.  El 26 de enero de 2024, la cantante estadounidense de country Kacey Musgraves lanzó una versión de the Wailers' "Three Little Birds" (1977), como parte de la banda sonora de la película. El EP de la banda sonora de la película fue lanzado el 14 de febrero de 2024 por Island Records y Tuff Gong.

## Estreno
Bob Marley: One Love fue estrenada en los cines de Estados Unidos, el 12 de enero de 2024, fecha en la que estaba programado su lanzamiento. 
La película se estrenó mundialmente en la ciudad donde nació Marley, Kingston, Jamaica, el 23 de enero de 2024.En España se estrenó el 14 de febrero del 2024.